# Kostas Charitos
Kostas Charitos è un personaggio letterario creato dallo scrittore armeno-greco Petros Markarīs. È un commissario di polizia che vive e lavora ad Atene, ottenendo molti successi investigativi con il suo stile personale e molto coinvolgente.
Nelle sue storie assumono un ruolo importante il Capo della Polizia Ghikas, la moglie Adriana, casalinga, la figlia Caterina, avvocato, e il genero Fanis, medico, che, a modo loro, lo aiutano nelle indagini. Da citare inoltre gli agenti Dermitzakis e Vlasopoulos, Koula la segretaria di Ghikas e il giornalista Sotiropoulos. Altro personaggio molto importante è Lambros Zisis, un ex oppositore del regime dei colonnelli, che Charitos ha conosciuto quando era prigioniero nel carcere di Boubulinas.
La narrazione segue sempre il pensiero dell'io del commissario, disincantato, a tratti amaro, ma umano e mai privo di una vena di ironia con cui guarda non solo il mondo che lo circonda, ma anche se stesso e la sua vita.

## Biografia del personaggio
Kostas Charitos è nato in un villaggio dell'Epiro. Suo padre era un agente, quindi Charitos non aveva altra alternativa se non quella di intraprendere una carriera nella polizia greca. Nei vari romanzi in cui è protagonista sono state scritte varie "versioni" riguardo al periodo in cui studiò: in Ultime della notte (cap. 27) leggiamo che nel 1971 era guardia presso i centri di detenzione della polizia militare e in Difesa a zona (cap. 6) si racconta che da giovane agente di polizia aveva assunto la guardia di un ministro della dittatura. Tuttavia, La lunga estate calda del Commissario Charitos (cap. 4) rinvia successivamente gli studi di Charitos all'Accademia di Polizia. A causa della sua conoscenza con Lambros Zisis, accettiamo come prevalente la prima versione.
Sposato con la figlia di un impiegato di Siatista, Adriana, Charitos vive in un appartamento di provincia a Pangrati. La coppia ha una figlia, Caterina, che conosciamo come studentessa del secondo anno presso la Facoltà di Giurisprudenza dell'Università Aristotele di Salonicco e poi come dottoranda presso la stessa scuola. Gli studi di Caterina sono un peso finanziario per Charitos. Tuttavia, Caterina gli manca molto e si vanta sempre dei suoi successi. Da studentessa, Caterina ha mantenuto un legame con Panos, uno studente di agraria, al quale Charitos non è particolarmente affezionato. Successivamente, quando Charitos viene ricoverato d'urgenza in ospedale, Caterina entrerà in contatto (e poi sposerà) il suo medico curante, Fanis Ouzounidis, che con la sua cordialità e il suo umore sempre positivo conquisterà subito la simpatia di Adriana e poco dopo l'apprezzamento di Charitos.
Dopo la Procura Narcotici, Charitos assume il coordinamento del Dipartimento Omicidi. Metodicamente e senza fare affidamento sulla sua intelligenza ma solo sul lavoro tenace, riesce a risolvere crimini di ogni tipo: familiari, passionali, finanziari, ecc. Nel corso della sua azione, Charitos appare "stagnante" con il grado di Poliziotto A. Nonostante la pericolosità della sua posizione, non si è mai verificato un episodio di utilizzo della sua arma, mentre è stato sospeso una volta, per un trattamento non "corretto" di un deputato.

## Libri

### Romanzi principali
1. Petros Markarīs, Ultime della notte [Νυχτερινό Δελτίο], 1995.
2. Petros Markarīs, Difesa a zona [Άμυνα Ζώνης], 1998.
3. Petros Markarīs, Si è suicidato il Che [Ο Τσε αυτοκτόνησε], 2003.
4. Petros Markarīs, La lunga estate calda del Commissario Charitos [Βασικός Μέτοχος], 2006.
5. Petros Markarīs, La balia [Παλιά], 2008.
6. Petros Markarīs, Prestiti scaduti [Ληξιπρόθεσμα Δάνεια], 2010.
7. Petros Markarīs, L'esattore [Περαίωση], 2011.
8. Petros Markarīs, Resa dei conti [Ψωμί, Παιδεία, Ελευθερία], 2012.
9. Petros Markarīs, Titoli di coda. Un nuovo caso per il Commissario Kostas Charitos [Τίτλοι Τέλους], 2014.
10. Petros Markarīs, Il prezzo dei soldi [Offshore], 2016.
11. Petros Markarīs, L'università del crimine [Σεμινάρια Φονικής Γραφής], 2018.
12. Petros Markarīs, Il tempo dell'ipocrisia [Η εποχή της υποκρισίας], 2019.
13. Petros Markarīs, L'omicidio è denaro [Ο φόνος είναι χρήμα], 2020.
14. Petros Markarīs, La congiura dei suicidi [Το κίνημα της αυτοκτονίας], 2021.
15. Petros Markarīs, La rivolta delle cariatidi [Η εξέγερση των Καρυάτιδων], 2023.
16. Petros Markarīs, La violenza dei vinti [Η βία της αποτυχίας], 2024.

### Raccolte e racconti
- Petros Markarīs, I labirinti di Atene [Αθήνα, Πρωτεύουσα των Βαλκανίων], 2005.
- Petros Markarīs, L'assassinio di un immortale [τριημερία και άλλα διηγήματα], 2015.
- Petros Markarīs, Quarantena [Η τέχνη του τρόμου], 2021.

### Altro
- Petros Markarīs, Io e il commissario Charitos, 2008.

## Altri media
- Dal 12 settembre 2024, in prima visione su Rai 1 viene trasmessa la serie televisiva Kostas, adattamento di produzione italiana dove il protagonista è interpretato da Stefano Fresi.[1]